# Per Terje Markussen
Per Terje Markussen (Mjøndalen, 1º aprile 1959) è un ex calciatore norvegese, di ruolo attaccante.

## Carriera

### Club
Markussen vestì la maglia del Mjøndalen.

### Nazionale
Conta 2 presenze per la Norvegia. Debuttò l'8 novembre 1986, nella sconfitta per 1-0 contro la Svizzera.